# Diclonina
La diclonina es un anestésico local utilizado para el dolor de garganta o boca. Está disponible como comprimidos. Los efectos pueden comenzar en 10 minutos y dura hasta 30 minutos.
Los efectos secundarios comunes incluyen escozor, reacciones alérgicas y nerviosismo. La seguridad durante el embarazo no está clara.No es ni un éster ni una amida . 
La diclonina tiene uso médico desde la década de 1950.